# Танагра-короткодзьоб перуанська
Тана́гра-короткодзьо́б перуанська (Cnemathraupis aureodorsalis) — вид горобцеподібних птахів родини саякових (Thraupidae). Ендемік Перу.

## Опис
Довжина птаха становить 22,5 см. голова, груди і спина чорні, тім'я і потилиця темно-сині. Решта нижньої частини тіла золотисто-жовта, поцяткована каштановими плямками, гузка каштанова. Верхня частина тіла оранжево-жовта, крила і хвіст чорні. Третьорядні покривні пера крил сині. Дзьоб товстий, чорний.

## Поширення і екологія
Перуанські танагри-короткодзьоби мешкають на схилах Центрального хребта Перуанських Анд в регіонах Сан-Мартін, Ла-Лібетад і Уануко. Можливо, вони зустрічаються в інших місцях, однак в горах Кордильєра-де-Колан вони не були знайдені. Перуанські танагри-короткодзьоби живуть у високогірних карликових лісів Escallonia і Clusia, на висоті від 3050 до 3500 м над рівнем моря. Вони віддають перевагу великим ділянкам лісу, оточеним високогірними луками. Зустрічаються парами або невеликими зграйками. Живляться плодами, ягодами і комахами, яких шукають в середньому ярусі лісу.

## Збереження
МСОП класифікує цей вид як такий, що перебуває під загрозою зникнення. За оцінками дослідників, популяція перуанських танагр-короткодзьобів становить від 370 до 3800 птахів. Їм загрожує знищення природного середовища.